# Orțișoara
Orțișoara  est une commune du județ de Timiș, dans l'ouest de la Roumanie.
À moins de cinq kilomètres au sud-est de la ville se trouve le site archéologique de Corneşti-Iarcuri, plus vaste forteresse de l'Âge du bronze en Europe, s'étendant sur 1 720 hectares et  bâtie entre 1 400 et 1 200 ans av.J.-C..

## Démographie
Lors du recensement de 2011, 90,04 % de la population se déclarent roumains, 2,41 % comme hongrois (5,68 % ne déclarent pas d'appartenance ethnique et 1,86 % déclarent appartenir à une autre ethnie).

## Politique
| Parti | Parti                        | Sièges |
| ----- | ---------------------------- | ------ |
|       | Parti social-démocrate (PSD) | 9      |
|       | Parti national libéral (PNL) | 4      |